# Ейнсворт (Айова)
Ейнсворт (англ. Ainsworth) — місто (англ. city) в США, в окрузі Вашингтон штату Айова. Населення — 511 особа (2020).

## Географія
Ейнсворт розташований за координатами 41°17′24″ пн. ш. 91°33′16″ зх. д. / 41.29000° пн. ш. 91.55444° зх. д. (41.290091, -91.554484).  За даними Бюро перепису населення США в 2010 році місто мало площу 0,97 км², уся площа — суходіл.

## Демографія
Згідно з переписом 2010 року, у місті мешкало 567 осіб у 209 домогосподарствах у складі 153 родин. Густота населення становила 583 особи/км².  Було 218 помешкань (224/км²).
Расовий склад населення:
| - 92,1 % — білих - 0,9 % — чорних або афроамериканців - 4,9 % — осіб інших рас |

До двох чи більше рас належало 2,1 %. Частка іспаномовних становила 20,6 % від усіх жителів.
За віковим діапазоном населення розподілялося таким чином: 31,2 % — особи молодші 18 років, 58,2 % — особи у віці 18—64 років, 10,6 % — особи у віці 65 років та старші. Медіана віку мешканця становила 33,4 року. На 100 осіб жіночої статі у місті припадало 96,9 чоловіків;  на 100 жінок у віці від 18 років та старших — 101,0 чоловіків також старших 18 років.
Середній дохід на одне домашнє господарство  становив 57 002 долари США (медіана — 42 212), а середній дохід на одну сім'ю — 55 564 долари (медіана — 43 068). За межею бідності перебувало 17,9 % осіб, у тому числі 29,6 % дітей у віці до 18 років та 0,0 % осіб у віці 65 років та старших.
Цивільне працевлаштоване населення становило 248 осіб. Основні галузі зайнятості: освіта, охорона здоров'я та соціальна допомога — 16,1 %, будівництво — 15,7 %, виробництво — 12,5 %, сільське господарство, лісництво, риболовля — 9,7 %.